# Ondrej Nepela
Ondrej Nepela (Bratislava, 22 de enero de 1951-Manngeim, 2 de febrero de 1989) fue un patinador artístico eslovaco que representó a Checoslovaquia. Fue campeón olímpico de 1972, tres veces campeón del mundo (1971-1973) y cinco veces campeón de Europa (1969-1973). Más adelante en su carrera, se desempeñó profesionalmente y se convirtió en entrenador.

## Biografía
Nepela nació el 22 de enero de 1951 en Bratislava, capital de Checoslovaquia. Su madre, ama de casa y costurera, y su padre, chofer, eran del centro de Eslovaquia. Se interesó en el patinaje después de ver por televisión el Campeonato de Europa de 1958, donde Karol Divín ganó el título masculino para Checoslovaquia. En febrero de 1958, su madre llevó al niño de siete años a una pista de hielo de Bratislava. Después de dos semanas, se dirigió a Hilda Múdra para quejarse de que los instructores ignoraban a su hijo y accedió a enseñarle. Posteriormente, Múdra lo describió como un alumno aplicado y puntual. Nepela entrenó en el club Slovan Bratislava.

### Competición profesional
A los 13 años, Nepela fue convocado a su primera gran competición internacional: los Juegos Olímpicos de Invierno de 1964. Tras quedar en el puesto 22 en Innsbruck, en Austria, debutó en el Campeonato Mundial y terminó en el puesto 17.
En la temporada 1965-66, Nepela subió por primera vez al podio de un Campeonato de la ISU, al ganar la medalla de bronce en el Campeonato Europeo de 1966 en Bratislava. A continuación, se situó entre los diez primeros en el Campeonato Mundial de 1966 en Davos, en Suiza. En las dos temporadas siguientes, Nepela ganó otras dos medallas de bronce europeas más y quedó octavo en su segunda Olimpiada, en Grenoble, Francia.
En la temporada 1968–69, ganó el oro en el Campeonato Europeo de 1969 en Garmisch-Partenkirchen, en Alemania Occidental, y subió a su primer podio mundial como medalla de plata en el Campeonato Mundial de 1969 en Colorado Springs, en Estados Unidos. Al año siguiente, defendió su título europeo en el Campeonato Europeo de 1970 en Leningrado, en la Unión Soviética, antes de ganar otra medalla de plata en el Campeonato Mundial de 1970, celebrado en Ljubljana, en Yugoslavia.
En 1971, Nepela ganó su tercer título europeo en Zúrich, en Suiza y luego capturó su primer título mundial en el Campeonato Mundial de 1971 en Lyon, en Francia. Tras proclamarse campeón de Europa por cuarto año consecutivo en Gotemburgo (Suecia), Nepela viajó a Sapporo en Japón para disputar sus terceras Olimpiadas. Al quedar primero en las figuras obligatorias y cuarto en el patinaje libre, terminó primero en la general por delante del soviético Sergei Chetverukhin y ganó la medalla de oro en los Juegos Olímpicos de Invierno de 1972, convirtiéndose en uno de los campeones olímpicos de patinaje artístico masculino más jóvenes.
Nepela quería retirarse de la competición profesional después de la temporada 1971-72, pero aceptó continuar un año más porque el Campeonato Mundial de 1973 iba a celebrarse en Bratislava. Tras ganar su tercer título mundial en su ciudad natal, puso fin a su carrera de aficionado. Múdra fue su entrenadora durante toda su carrera.

### Trayectoria y vida personal
De 1973 a 1986, Nepela realizó una gira como artista en solitario con Holiday on Ice. A continuación, se estableció como técnico en Alemania, entrenando a Claudia Leistner para que consiguiera su título europeo en 1989.
En 1988, Nepela empezó a tener problemas de salud y se le quitaron dos dientes. Murió en Mannheim en febrero de 1989, a la edad de 38 años. El informe médico del hospital de Mannheim mencionaba el cáncer de los ganglios linfáticos como causa de la muerte. Su muerte se ha atribuido a menudo al sida.
En 2000, el patinador artístico y pintor canadiense Toller Cranston declaró en su autobiografía que tuvo una breve relación con Nepela en los Campeonatos del Mundo de 1973.

## Reconocimientos
En 1972, Nepela recibió el título de Maestro del Deporte de la URSS. Desde 1993, la Asociación Eslovaca de Patinaje Artístico celebra cada otoño una competición denominada Memorial Ondrej Nepela. 
En diciembre de 2000, la República Eslovaca le nombró deportista eslovaco del siglo XX. Múdra aceptó el premio en su nombre.

## Palmarés
| Internacional                | Internacional | Internacional | Internacional | Internacional | Internacional | Internacional | Internacional | Internacional | Internacional | Internacional |
| Evento                       |               | 64–65         | 65–66         | 66–67         | 67–68         | 68–69         | 69–70         | 70–71         | 71–72         | 72–73         |
| ---------------------------- | ------------- | ------------- | ------------- | ------------- | ------------- | ------------- | ------------- | ------------- | ------------- | ------------- |
| Juegos Olímpicos de Invierno | 22            |               |               |               | 8             |               |               |               | 1º            |               |
| Campeonatos mundiales        | 17            | 16            | 8             | 6º            | 6º            | 2º            | 2º            | 1º            | 1º            | 1º            |
| Campeón de Europa            |               | 8             | 3º            | 3º            | 3º            | 1º            | 1º            | 1º            | 1º            | 1º            |
| Premio de noticias de Moscú  |               |               |               | 1º            |               |               |               |               |               |               |
| Patín de Praga               |               | 1º            | 2º            | 1º            | 1º            |               |               |               |               |               |
| Nacional                     |               |               |               |               |               |               |               |               |               |               |
| Campeón de Checoslovaquia    |               | 1º            | 1º            | 1º            | 1º            | 1º            |               | 1º            | 1º            | 1º            |